# Дафниеви
Дафниевите (Daphniidae) са семейство хрилоноги от разред Водни бълхи (Diplostraca).

## Родове
- Ceriodaphnia
- Dactylura
- Daphnia – Дафнии
- Hyalodaphnia
- Scapholeberis
- Scapholebris
- Simocephalus